# Abo Raad
Abo Raad, egentligen Riyad Abdulkarim Jassim, tidigare även känd som Riyad Al-Duhan, född 26 december 1965, är en sunnimuslimsk, irakisk imam vid al-Rashideen-moskén i Gävle, i media även omskriven som Gävleimamen. Han uppmärksammades 2019 när han och hans son togs i förvar av Migrationsverket i väntan på utvisning då Säpo ansåg att de och fyra andra imamer som var föremål för utredning samtidigt utgjorde ett akut hot mot rikets säkerhet. Under 2021 genomförde myndigheterna inte utvisningarna på grund av hot mot dem i Irak, enligt bedömningar från Migrationsverket och Migrationsöverdomstolen. Den 9 maj 2022 meddelade Abo Raad att han frivilligt hade valt att lämna Sverige.

## Biografi
Abo Raad och hans familj flydde från Irak 1991 och bodde en period i Saudiarabien, innan de kom till Sverige 1996. Abo Raad fick permanent uppehållstillstånd 1998; däremot har hans ansökningar om svenskt medborgarskap avslagits vid två tillfällen, 2002 och 2008. 
Abo Raad har fått sin religiösa utbildning i Saudiarabien, där salafism utgör statsreligion. Han säger att hans lärare var Shaykh Ibn Baz och Shaykh Ibn Uthaymin. Enligt Aje Carlbom var de båda djupt konservativa som förordade att kvinnor ska hållas åtskilda från män.
Inför riksdagsvalet i Sverige 2014 uppmanade Abo Raad församlingsmedlemmarna att rösta på Miljöpartiet i första hand och Vänsterpartiet i andra hand för att försvara religiösa rättigheter.
Raad bjöds 2016 in till ett seminarium i Sveriges riksdag om rekryteringen i Sverige till Islamiska Staten, som representant för svenska imamer. Seminariet arrangerades av Riksdagens tvärpolitiska nätverk mot diskriminering och våld i hederns namn och Varken hora eller kuvad (VHEK). Raad hade med sig en tolk för att tolka från arabiska till svenska under seminariet. Vid seminariet medverkade även terrorforskaren Magnus Norell. Norell menade att det vid seminariets inledning borde lämnats information om Raads kopplingar till extremism, men menar ändå att det var bra att bjuda in Raad som blev konfronterad med frågor om sin syn på till exempel Al Qaida och homosexualitet.

### Bombhotet mot Gefle Dagblad
Under 2015 publicerade Gefle Dagblad artiklar om Abo Raad och al-Rashideen-moskéns kopplingar till radikal och våldsbejakande islamism och IS. De rapporterade bland annat om att han utpekats som den militanta islamismens ledare i Sverige. Abo Raad svarade på anklagelserna i ett reportage av Sveriges Radios program Människor och tro i april 2016. I september 2015 bombhotades redaktionen av en kvinna som krävde att en artikel om Raad skulle avpubliceras, men polisen fann inte någon bomb i tidningens lokaler. Raads son, Raad al-Duhan, dödshotade även Gefle Dagblads chefredaktör Anna Gullberg och dömdes i maj 2017 till böter och villkorlig dom för olaga hot.
Efter detta fortsatte Abo Raad som imam vid al-Rashideen-moskén och har även föreläst vid Uppsala moské. Han medverkade  den 15 maj 2016 i ett seminarium anordnat av Riksdagens tvärpolitiska nätverk mot diskriminering och våld i hederns namn om det svenska arbetet mot islamisk extremism som representant för svenska imamer. Kritiker, som Magnus Norell, menade att det spelar islamister rätt i händerna att låta dem agera språkrör för alla svenska muslimer, men menar att det var bra att bjuda in Raad som blev konfronterad med frågor om hans syn på till exempel Al Qaida och homosexualitet.

### Förvar hos Migrationsverket
Han togs i april 2019 tillsammans med sin då 34-årige son Raad Al-Duhan i Migrationsverkets förvar i väntan på utvisning. Säpo bedömde att imamen utgör ett akut hot mot rikets säkerhet, och ville därför försöka få honom utvisad i enlighet med Lagen om särskild utlänningskontroll. Skälen till beslutet är sekretessbelagda. Varken Abo Raad eller hans son är svenska medborgare. Raads familj anser att en utvisning av honom och hans son skulle vara en "garanterad dödsdom", de startade även en namninsamling på nätet för att stoppa utvisandet som senare togs ned.. Demonstrationer till stöd för Abo Raad och mot utvisningsbeslutet har hållits i Gävle och Sandviken. Efter detta har han även anklagats av imamen Abdalhaqq Kielan, som anser att Raad står för "våldsuppmuntrande extremism", för att tidigare ha försökt ta över Stora moskén i Eskilstuna med pengar från Qatar och Saudiarabien.

### Dom för olaga tvång
I mars 2021 dömdes Abo Raad för olaga tvång till dagsböter på 5 000 kronor efter att 2019 med hot tvingat en journalist på Gefle Dagblad att radera bilder på honom.

### Spridande av desinformation
I mars 2022 uppmärksammade SVT Nyheter att Abo Raad har spridit desinformation om svenska myndigheter. Inom ramen för en islamistisk hatkampanj sprider Raad konspirationsteorier mot svensk socialtjänst och LVU-lagen i den så kallade LVU-kampanjen och har hävdat att svensk socialtjänst kidnappar barn och säljer dem vidare.